# 中国十大风景名胜
中国十大风景名胜，是由《中国旅游报》于1985年发起的一项评选活动，评比过程历时半年多，內容涵盖了中国大陆和台湾十处旅游景区，包括自然景观，历史建筑，人文景观和文物古迹等，评选结果揭晓于同年的9月9日。

## 景点名单
- 万里长城
- 桂林山水
- 杭州西湖
- 北京故宫
- 苏州园林
- 安徽黄山
- 长江三峡
- 承德避暑山庄
- 秦陵兵马俑
- 台湾日月潭